# Ekklo
Ekklo est une entreprise française d’édition de logiciels (SaaS) destinée aux coachs sportifs et petits studios. La plateforme propose des outils de gestion d’offres, planification de séances, suivi et messagerie, ainsi qu’une application mobile.Modèle:Réf web Modèle:Réf web Modèle:Réf web

## Historique
La société EKKLO (SIREN 931 675 706) est immatriculée à Paris depuis le 2 août 2024. Son siège social est situé 229 rue Saint-Honoré (75001 Paris). Son activité déclarée relève de l’« Édition de logiciels applicatifs » (NAF 58.29C). Le président est Clément Verhille.Modèle:Réf web

## Produits et fonctionnalités
La plateforme vise à centraliser la gestion d’une activité de coaching (programmes sportifs et nutritionnels, rapports/bilans, messagerie intégrée, suivi d’habitudes, VOD, paiements).Modèle:Réf web Une application mobile est disponible sur iOS et Android.Modèle:Réf web Modèle:Réf web